# Éditions régionales de l'Ouest
Les Éditions régionales de l’Ouest, fondées par  Yves Floc'h à Mayenne sont spécialisés dans l'archéologie, la généalogie, l'héraldique et l'histoire régionale : Anjou, Bretagne, Mayenne, Normandie.